# Amata acelidota
Amata acelidota är en fjärilsart som beskrevs av Galvagni 1926. Amata acelidota ingår i släktet Amata och familjen björnspinnare. Inga underarter finns listade i Catalogue of Life.